# 困金蝉蛛
困金蝉蛛，又名机敏金蝉蛛，为跳蛛科金蝉蛛属的动物。

## 分佈
分布于日本以及中国大陆的湖南、湖北、浙江、甘肃、陕西、吉林等地。
分布于罗马尼亚、独联体、日本以及中国大陆的吉林、甘肃、陕西、浙江、湖北、湖南、云南等地。
该物种的模式产地在日本。

## 外部連結
- 維基物種上的相關：困金蝉蛛